# Felix Ray
Felix Ray (ur. 12 września 1983) – piłkarz z Wysp Salomona grający na pozycji bramkarza. Od 2012 roku jest zawodnikiem klubu Malaita Kingz.

## Kariera klubowa
Karierę piłkarską Ray rozpoczął w klubie Naha FC. W jego barwach zadebiutował w 2003 roku w pierwszej lidze Wysp Salomona. W 2005 roku odszedł do JP Su'uria, a w 2007 roku klub ten zmienił nazwę na Makuru FC. Wraz z Makuru Ray wywalczył mistrzostwo kraju w 2007 roku.
W 2010 roku Ray przeszedł do stołecznego Koloale FC. W latach 2010 i 2011 wywalczył dwa z rzędu tytuły mistrza Wysp Salomona. W 2012 roku ponownie zmienił klub i został zawodnikiem klubu Malaita Kingz.

## Kariera reprezentacyjna
W reprezentacji Wysp Salomona Ray zadebiutował w 2004 roku. W 2012 roku wystąpił w Pucharze Narodów Oceanii 2012. Z Wyspami Salomona zajął czwarte miejsce na tym turnieju. Był na nim podstawowym zawodnikiem swojej reprezentacji.